# Magnesiumarsenat
Magnesiumarsenat, Mg3(AsO4)2 ist das Magnesium-Salz der Arsensäure.

## Vorkommen
Magnesiumarsenat-Octahydrat kommt natürlich auch als Mineral Hörnesit vor.

## Gewinnung und Darstellung
Das Octahydrat kann durch Mischen der wässrigen Lösungen von Magnesiumsulfat, Dinatriumhydrogenarsenat und Natriumbikarbonat erhalten.
{\displaystyle {\ce {MgSO4 + Na2HAsO4 -> Mg3(AsO4)2*8H2O + Na2SO4}}}
Das Heptahydrat entsteht, wenn Natriumdihydrogenarsenat anstelle des Monohydrogensalz in der obigen Zubereitung benutzt wird. Das Decahydrat entsteht, wenn Kalium- oder Ammoniummagnesiumorthoarsenat mehrere Stunden lang mit Wasser aufgeschlossen wird. Bei der Entwässerung können Hydrate mit einem Gehalt von 6, 5, 3 und 2 erhalten werden.
Das Anhydrat kann aus einer Schmelze von Magnesiumcarbonat und Arsen(V)-oxid bei 1450 °C gewonnen werden.

## Eigenschaften

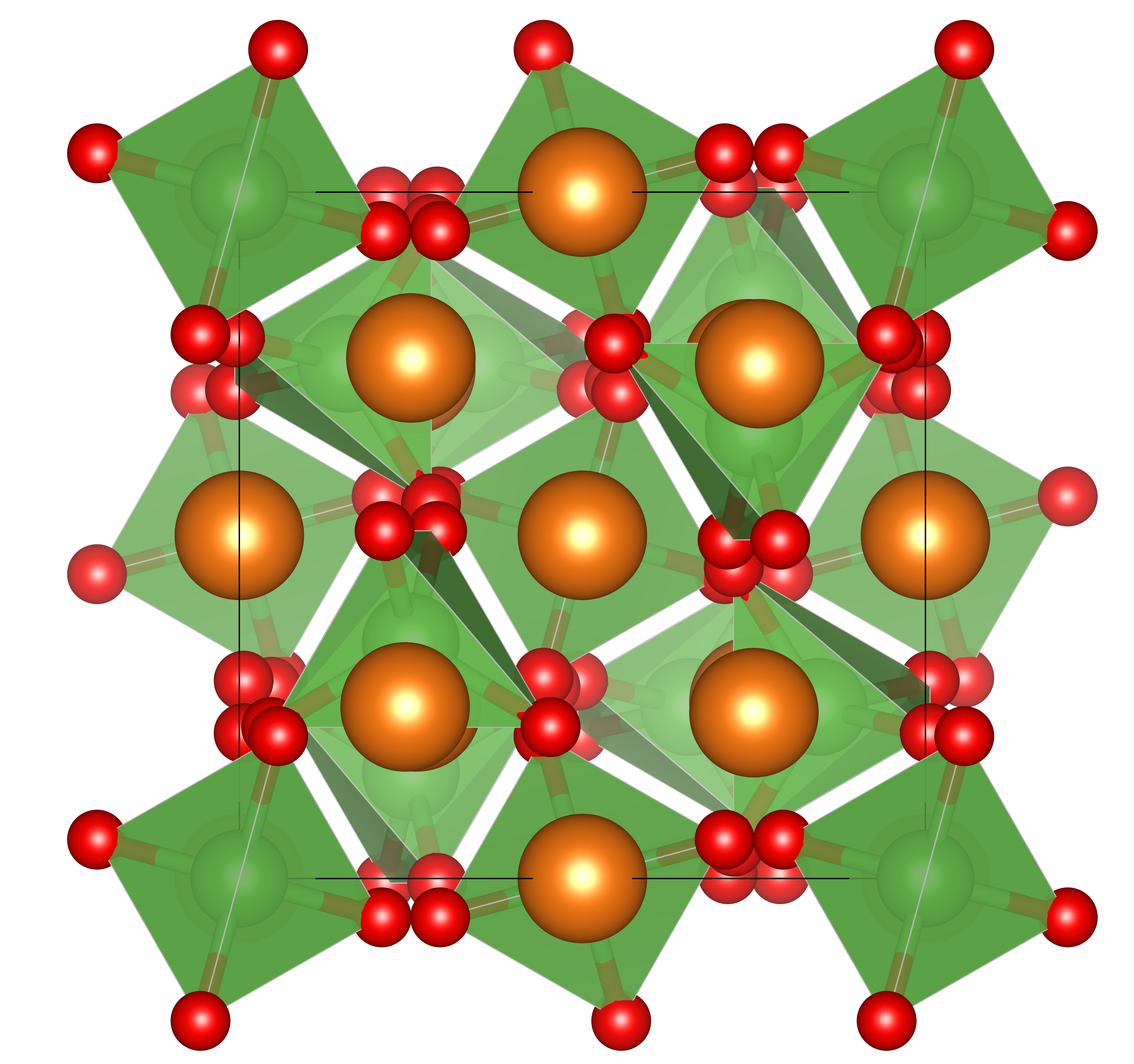
Kristallstruktur von Magnesiumarsenat (C-Seite betrachtet).

Magnesiumarsenat ist ein weißes Kristall oder Pulver. Es ist nicht brennbar und praktisch unlöslich in Wasser. Ab 100 °C findet eine Kristallwasserabspaltung statt, welche sich mit höherer Temperatur verstärkt. Die Kristallstruktur des Anhydrats ist tetragonal (a = 6,783 Å, c = 18,963 Å, Z = 6 und Raumgruppe I42d (Raumgruppen-Nr. 122). Die Struktur enthält zwei verschiedene AsO4-Gruppen mit durchschnittlichen Bindungslängen von 1,678 bzw. 1,690 Å. Zwei der drei Magnesium-Ionen sind oktaedrisch koordiniert, und das Dritte die Stelle der 4 Symmetrie einnimmt. Das wasserfreie Salz zersetzt sich bei Erwärmung über 1100 °C im Vakuum, wobei Magnesiumoxid, Arsen(III)-oxid und Sauerstoff entstehen.

## Verwendung
Magnesiumarsenat wird als rot fluoreszierender Leuchtstoff für die Auskleidung von Reklameleuchtröhren verwendet. Es wurde auch als Insektizid eingesetzt.

## Toxikologie
Beim Inhalieren oder Verschlucken wirkt die Verbindung giftig. Der Stoff gilt als krebserzeugend.